# Дельфійський метод
Ме́тод Де́льфі (іноді дельфійській метод) з'явився в 1950-1960-ті роки для аналізу планів атомної війни США (розроблений корпорацією RAND, авторами вважаються Olaf Helmer, Norman Dalkey, і Nicholas Rescher). Назва запозичена від Дельфійського Оракула.
Є методом експертного оцінювання. Особливості: заочність, багаторівневість, анонімність.

## Основна ідея
Суть цього методу полягає в тому, щоб за допомогою серії послідовних дій — опитувань, інтерв'ю, мозкових штурмів — домогтися максимального консенсусу при визначенні правильного рішення. Аналіз за допомогою дельфійського методу проводиться в кілька етапів, результати обробляються статистичними методами.
Базовим принципом методу є те, що деяка кількість незалежних експертів (часто непов'язаних і не знають один про одного) краще оцінює і пророкує результат, ніж структурована група (колектив) особистостей. Дозволяє уникнути відкритих зіткнень між носіями протилежних позицій тому виключає безпосередній контакт експертів між собою і, отже, груповий вплив, що виникає при спільній роботі і складається в пристосуванні до думки більшості. Дає можливість проводити опитування екстериторіально, не збираючи експертів в одному місці (наприклад, за допомогою електронної пошти)

## Суб'єкти
- Групи дослідників, кожен з яких відповідає індивідуально в письмовій формі.
- Організаційна група — зводить думки експертів воєдино.

## Етапи

### Попередній
- Підбір групи експертів — чим більше, тим довше — до 20.

### Основний
- Постановка проблеми — експертам розсилається питання і пропонується його розбити на підпитання. Організаційна група відбирає ті питання, що найбільш часто зустрічаються. З'являється загальний опитувальник.
- Цей опитувальник розсилається експертам. Їх запитують — чи можна додати ще щось; чи достатньо інформації; чи є додаткова інформація з питання? В результаті — 20 варіантів відповідей, де є додаткові аспекти, запит інформації, надана інформація. На цій основі складається наступний опитувальник.
- Поліпшений опитувальник знову розсилається експертам, яким тепер треба дати свій варіант вирішення, а також розглянути найбільш крайні точки зору, висловлені іншими експертами. Експерти повинні оцінити проблему щодо аспектів: ефективність, забезпеченість ресурсами, в якій мірі відповідає початковій постановці завдання. Таким чином виявляються домінуючі судження експертів, зближуються їх точки зору. Всіх експертів знайомлять з доводами тих, чиї судження сильно вибиваються із загального русла. Після цього всі експерти можуть змінювати думку, а процедура повторюється.
- Ітерації повторюються, поки не буде досягнута узгодженість між експертами, або не буде встановлено відсутність єдиної думки з проблеми. Вивчення причин розбіжностей в оцінках експертів дозволяє виявити непомічені раніше аспекти проблеми і зафіксувати увагу на ймовірних наслідках розвитку аналізованої проблеми або ситуації. Відповідно до цього і виробляється остаточна оцінка та практичні рекомендації. Звичайно проводиться три етапи, але якщо думки сильно різняться — то більше.

### Аналітичний
- Перевірка узгодженості думок експертів, аналіз отриманих висновків та розробка кінцевих рекомендацій

## Критика— з 60-х
- Беззахисність експерта перед організаційною групою — занадто великі повноваження.
- Думка більшості — не обов'язково правильна; креативне рішення — меншини, найефективніші рішення — відкидаються.
- Аналіз — багато часу. Мінімум на кожен етап — доба. Не підходить для оперативного аналізу.
- Зростає конформізм експертів, прагнення потрапити до більшості.
- Можливість маніпуляції експертами організаційної групою.

Протидії:
- Підбір організаційної групи з різних структур, наукових та соціальних шкіл.
- Ту ж проблему прогнати через іншу групу
- Найоригінальніші рішення можна включати як додатки

Це метод не оперативного, а стратегічного планування.
Застосовується в стратегічному плануванні в
- Техніці
- Футурології
- Бізнесі

## Технічні недоліки
- Час проведення залежить від засобів комунікації експертів.
- Опитувані повинні вміти добре викладати свої думки, так як даний метод заснований на отриманні інформації в письмовій формі, інакше обробка утруднюється.
- Анкетовані повинні володіти високим рівнем мотивації, так як відсутні заохочення за заповнення анкет.

## В Україні
У Україні (станом на кінець 2011 року) застосовується мало, так як:
- Довгий час аналітика була централізована — високий конформізм експертів;
- Потрібні незалежні аналітичні структури — в Україні їх немає;
- Стратегічний аналіз мало затребуваний — все автори знають свої цілі;
- Немає традиції проведення таких досліджень — немає професіоналів, всі експерти знають один одного і їх дуже мало.